# Homalomena obovata
Homalomena obovata är en kallaväxtart som beskrevs av Henry Nicholas Ridley. Homalomena obovata ingår i släktet Homalomena och familjen kallaväxter.
Artens utbredningsområde är Sumatera. Inga underarter finns listade.